# Трента, Элизабетта
Элизабетта Трента (итал. Elisabetta Trenta; род. 4 июня 1967, Веллетри) — итальянский учёный, эксперт по вопросам безопасности и политик, министр обороны Италии (2018—2019).

## Биография
В 1994 году окончила Римский университет Ла Сапиенца, где изучала политологию, в 1996 году получила степень магистра по международному развитию, в 2008 году в университете Link Campus — в области разведки и безопасности.
Долгое время в рядах организации SudgestAid занималась различными проектами в странах, переживших внутренние конфликты. Работала в Италии и за границей по программам Министерства обороны Италии, с 2005 по 2006 год являлась политическим советником Министерства иностранных дел Ирака, в 2009 году работала в миссии UNIFIL в качестве советника Министерства обороны Ливана, руководила в Ливии проектом реинтеграции в гражданскую жизнь участников боевых действий. Работала в римском частном университете Link Campus, занималась исследовательской работой в Военном центре стратегического образования (Centro Militare di Studi Strategici).
После парламентских выборов 2018 года лидер Движения пяти звёзд Луиджи Ди Майо назвал Элизабетту Трента возможным министром обороны в своём будущем кабинете. Поскольку Sudgest Aid сотрудничает с университетом Link Campus, который возглавляет бывший видный деятель Христианско-демократической партии Винченцо Скотти, и в отношении обеих организаций уже проводилось расследование по подозрению в коррупции, когда Sudgest Aid получала государственные подряды от ведомств, в которых работали аффилированные лица, пресса начала высказывать опасения о возникновении конфликта интересов. Другим поводом для опасений стало сотрудничество университета с МГУ.
1 июня 2018 года Трента получила портфель министра обороны в коалиционном правительстве Движения пяти звёзд и Лиги Севера.
В июле 2019 года после серии громких скандалов вокруг деятельности неправительственных организаций Sea-Watch и Mediterranea, подбирающих в море иммигрантов, которые стремятся попасть на территорию Европейского союза на лодках из Ливии, и доставляющих их в Италию вопреки запрету властей, Трента рассказала газете Corriere della Sera о своих контактах с министром внутренних дел Сальвини, который, по её словам, не воспринял её доводы о необходимости использовать для разрешения ситуации корабли военно-морского флота Италии, действующие в рамках операции «София», организованной решением ЕС.
4 сентября 2019 года Джузеппе Конте сформировал своё второе правительство, основанное на союзе Д5З с ДП (портфель министра обороны перешёл к Лоренцо Гуэрини, Трента не получила никакого назначения), и 5 сентября новый кабинет принёс присягу.
18 ноября 2019 года стало известно, что военная прокуратура начала проверку по факту использования Элизабеттой Трента служебной квартиры площадью 200 квадратных метров, предоставленной сначала ей как министру обороны, а затем её мужу — майору Клаудио Пассарелли. Движение пяти звёзд потребовало от бывшего министра немедленно освободить жилплощадь, и на следующий день Трента объявила об отказе мужа от квартиры и намерении супругов переехать на новое место.
2 июня 2021 года объявила в своём Фейсбуке о выходе из Движения пяти звёзд ввиду его перерождения и отказа от прежних идеалов прозрачности и «демократии снизу».